# Японское агентство аэрокосмических исследований
Японское агентство аэрокосмических исследований (JAXA, Japan Aerospace Exploration Agency, яп. 国立研究開発法人宇宙航空研究開発機構 — кокурицу кэнкю: кайхацу хо: дзин утю: ко: ку: кэнкю: кайхацу кико:) — национальное космическое агентство Японии, отвечающее за космическую и авиационную программу страны. Образовано 1 октября 2003 года, слиянием трёх ранее независимых организаций: NASDA (практическая космонавтика), ISAS (научные миссии) и NAL (воздухоплавание). JAXA отвечает за разработку и запуск ракет-носителей, спутников гражданского назначения, научных космических аппаратов (космические телескопы, межпланетные станции) и военных спутников. Активно изучает астероиды, планирует миссии по исследованию Луны.

## История

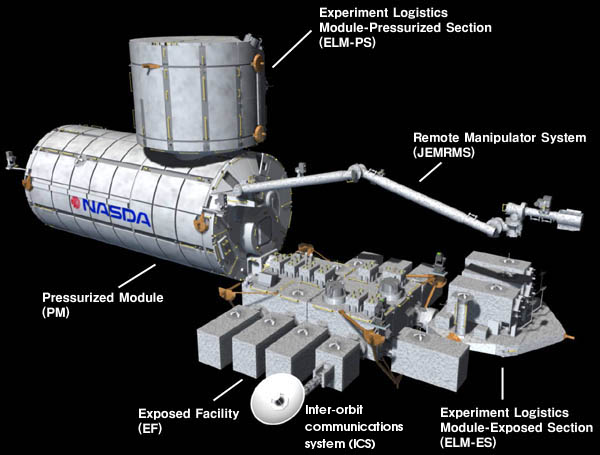
Кибо, самый большой модуль МКС

1 октября 2003 года три ранее независимых организации были объединены в единую структуру, получившую название JAXA: Институт космонавтики и астронавтики (ISAS), Национальная Аэрокосмическая лаборатория Японии (NAL) и Национальное агентство по исследованию космоса (NASDA). JAXA было сформировано как независимый административный институт, управляемый японским Министерством образования, культуры, спорта и технологий совместно с Министерством внутренних дел и коммуникаций Японии.
До объединения ISAS занималась исследованиями планет и космического пространства, в то время как NAL фокусировалась на исследованиях в области аэронавтики.
NASDA, основанное 1 октября 1969 года, занималось разработкой ракет и спутников. Штаб-квартира NASDA располагалась в зданиях современного Космического центра Танегасима на острове Танегасима в 115 километрах южнее Кюсю. NASDA также занималось подготовкой японских астронавтов для полётов на американских многоразовых космических кораблях «Спейс шаттл» и подготовкой японских модулей для МКС.

## Организация

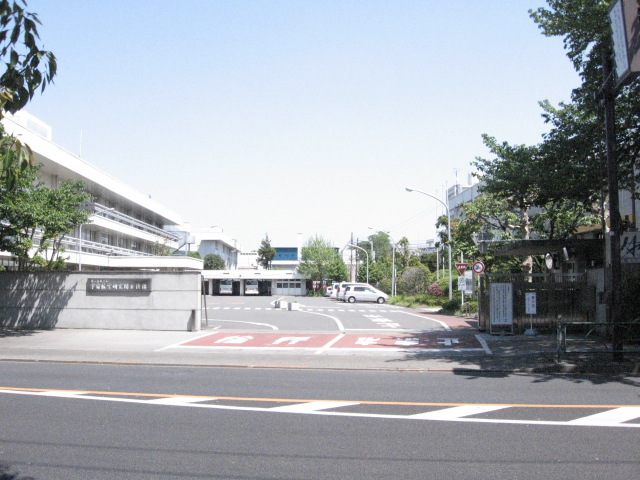
Штаб-квартира JAXA

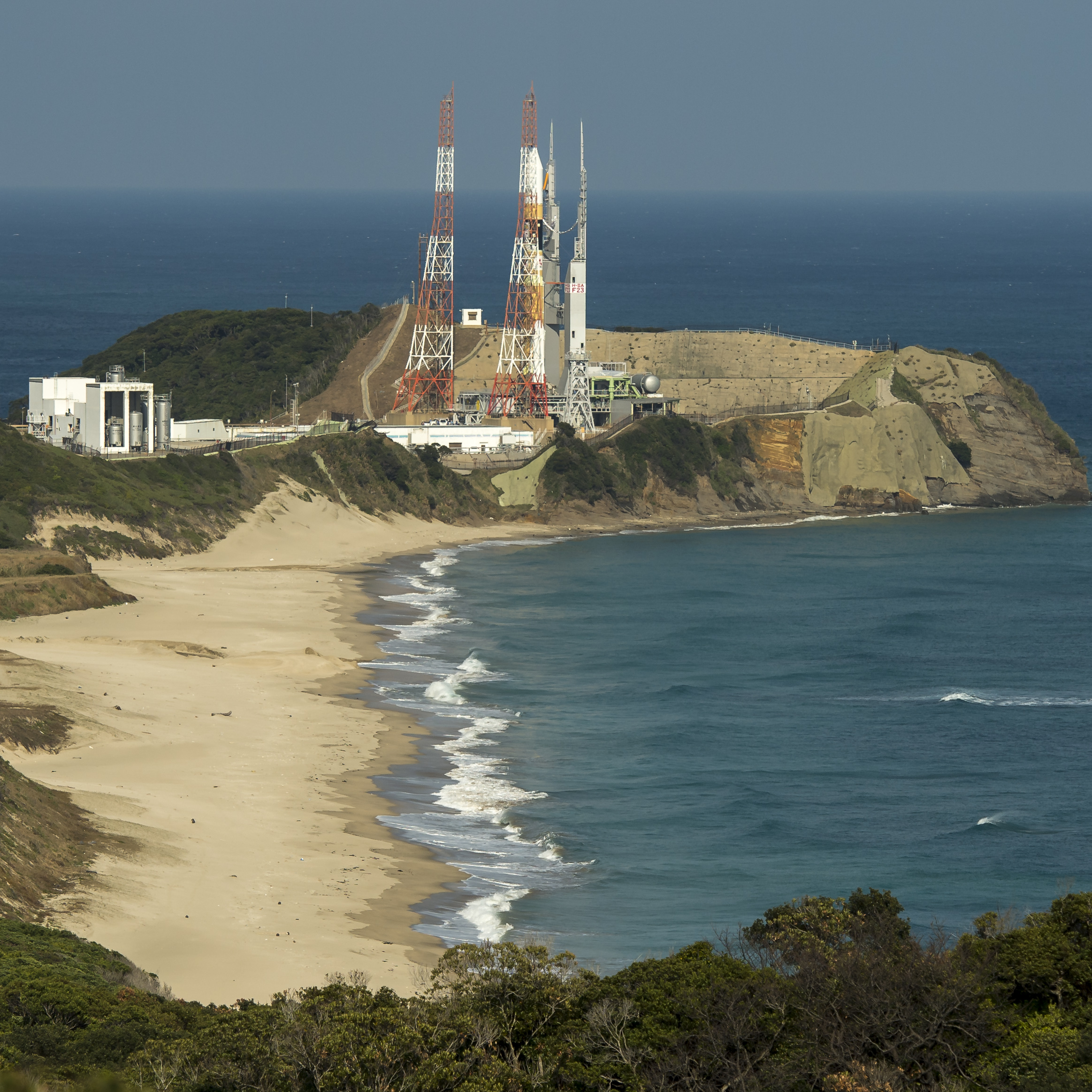
Космический центр Танегасима

JAXA включает в себя следующие организации:
- Управление космических транспортных миссий;
- Первое спутниковое управление;
- Второе спутниковое управление;
- Управление пилотируемых полётов;
- Управление аэрокосмических исследований и разработок;
- Институт космонавтики и астронавтики;
- Институт аэронавтики.

JAXA имеет собственные центры исследований и разработок во многих регионах Японии. Штаб-квартира агентства находится в Тёфу, Токио.

## Ракеты-носители
Используемые:

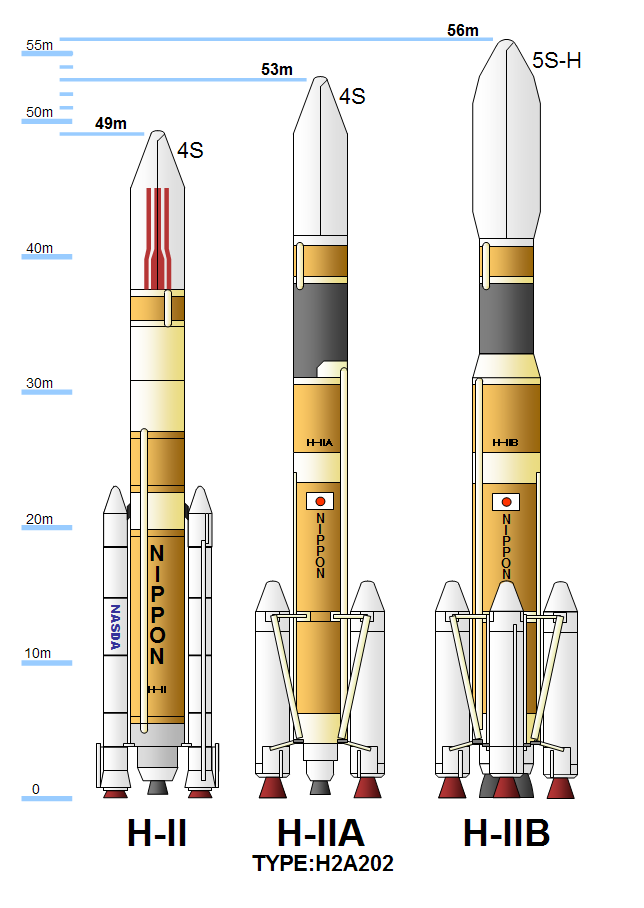
H-IIA и H-IIB

- SS-520 — РН сверхлёгкого класса (первый орбитальный запуск состоялся в 2017 году);
- Эпсилон — РН лёгкого класса (первый запуск состоялся в 2013 году);
- H-IIA — РН среднего класса (первый запуск состоялся в 2001 году).

- H3 — РН тяжёлого класса (первый запуск состоялся в 2023 году)[6].

### История разработки ракет
Япония запустила свой первый спутник Ōsumi в 1970 году, используя ракету-носитель L-4S, разработанную ISAS. До слияния ISAS использовал лёгкие твердотопливные ракеты, в то время как NASDA занималась разработкой жидкостных ракет большей грузоподъёмности. Первоначально NASDA использовало лицензированные американские технологии ракет-носителей. Первой жидкостной ракетой, полностью разработанной в Японии, стала H-II, представленная в 1994 году.
- Каппа[англ.] — (1956 (год запуска))
- Ламбда[англ.] —
  - Ламбда-4S — РН лёгкого класса (1966—1970)
- Мю[англ.] —
  - Мю-3
    - M-3C — (1973—1979)
    - M-3H — (1977—1978)
    - M-3S — (1980—1984)
    - M-3SII — (1985—1995)

  - M-4S — (1970—1972)
  - Мю-5 — (1997—2006)
- N-I — РН лёгкого класса (1975—1982)
- N-II — (1981—1987)
- H-I — РН лёгкого класса (1986—1992)
- H-II — РН среднего класса (1994—1999)
- H-IIB — РН среднего класса (2009—2020)
- J-I[англ.] — (один суборбитальный запуск в 1996 году)
- GX[англ.] — планировалась (—2009)
- RVT[англ.] — демонстратор ракеты многоразового использования (1998—)

## Лунные и межпланетные миссии
Первой японской космической миссией за пределами земной орбиты стало изучение кометы Галлея в 1985 году, проведённое аппаратами Сакигакэ (MS-T5) и Суйсэй (PLANET-A). Для подготовки к предстоящим миссиям ISAS тестировало маневрирование на орбите Земли в рамках полёта спутника Хитэн в 1990 году. Первой японской межпланетной миссией стал Нодзоми (PLANET-B), запущенный к Марсу в 1998 году. Аппарат достиг Марса в 2003 году, но выйти на стабильную орбиту вокруг Марса не удалось.
Активные миссии: Акацуки, Хаябуса-2, IKAROS
Завершённые:
- Сакигакэ (англ. Sakigake, «Пионер») (MS-T5) — первый межпланетный японский аппарат, предназначенный для изучения кометы Галлея во время её прохождения около Земли (1985–1995);
- Суйсэй (англ. Suisei, «Комета») (Planet-A) — межпланетный аппарат, предназначенный для изучения кометы Галлея, (1985—1992).

### Исследования Луны
После запуска миссии Хитэн в 1990 году ISAS планировала миссию по исследованию Луны LUNAR-A, но после многочисленных задержек и переносов из-за технических проблем в 2007 году от планов запуска аппарата отказались. Сейсмометр, разработанный для LUNAR-A, будет использован в последующих миссиях.
14 сентября 2007 года JAXA провела успешный пуск нового зонда под названием Kaguya, также известном как SELENE. Для запуска использовалась ракета-носитель H-IIA. Основная цель миссии состояла в сборе данных о происхождении и геологической эволюции Луны. Аппарат вышел на расчётную орбиту 4 октября 2007 года. 10 июня 2009 года зонд врезался в поверхность Луны.
Завершённые:
- Хитэн (англ. Hiten, «Звёздная дева») (Muses-A) — искусственный спутник Луны (1990—1993);
- Кагуя (англ. Kaguya, «Луна») (SELENA) — искусственный спутник Луны (2007—2009);
- SLIM — первый посадочный аппарат (2023—2024)[9].

Отменённые:
- LUNAR-A[англ.] — искусственный спутник Луны, отменён в 2007 году;
- SELENE-2[англ.] — посадочная платформа и луноход, отменён в 2015 году.

18 октября 2017 года японскими учёными было опубликовано сообщение об обнаружении «туннеля» под поверхностью Луны. Туннель может использоваться как место для перспективной лунной базы.

### Исследования планет
Марсианский зонд Нодзоми, созданный и запущенный ISAS до объединения основных аэрокосмических институтов Японии, стал одной из первых сложностей, с которой пришлось столкнуться новообразованной JAXA. Нодзоми прошёл в 1000 километров от поверхности Марса, установить стабильную орбиту не удалось.
20 мая 2010 года с помощью ракеты-носителя H-IIA были запущены венерианский зонд Акацуки и аппарат IKAROS, оснащённый солнечным парусом. 7 декабря 2010 года Акацуки вышел на орбиту Венеры, став первым японским космическим аппаратом на орбите другой планеты. Одной из главных задач Акацуки было изучение особенностей вращения венерианской атмосферы, когда облака в тропосфере вращались вокруг планеты быстрее, чем Венера вращалась сама.
Активные миссии:
- Акацуки (англ. Akatsuki, «Рассвет») (PLANET-C) — космический аппарат, предназначенный для изучения Венеры (2010—);
- IKAROS — космический аппарат с солнечным парусом (2010—)[11][12];
- BepiColombo (англ. BepiColombo) — совместная космическая автоматическая миссия c Европейским космическим агентством (EKA) по исследованию Меркурия (2018—).

В разработке:
- Martian Moons Exploration — аппарат для исследования Марса и его спутников (2026—)

Завершенные:
- Нодзоми (англ. Nozomi, «Надежда») (PLANET-B) — автоматическая межпланетная станция, направленная для исследования Марса (1998—2003)

В июне 2014 года японский министр науки и технологий объявил о намерениях по освоению Марса. Планом обозначены беспилотные исследования, пилотируемая миссия к Марсу и долговременное поселение на поверхности Луны, на каждом этапе предлагается активное сотрудничество с другими странами.

### Изучение малых тел

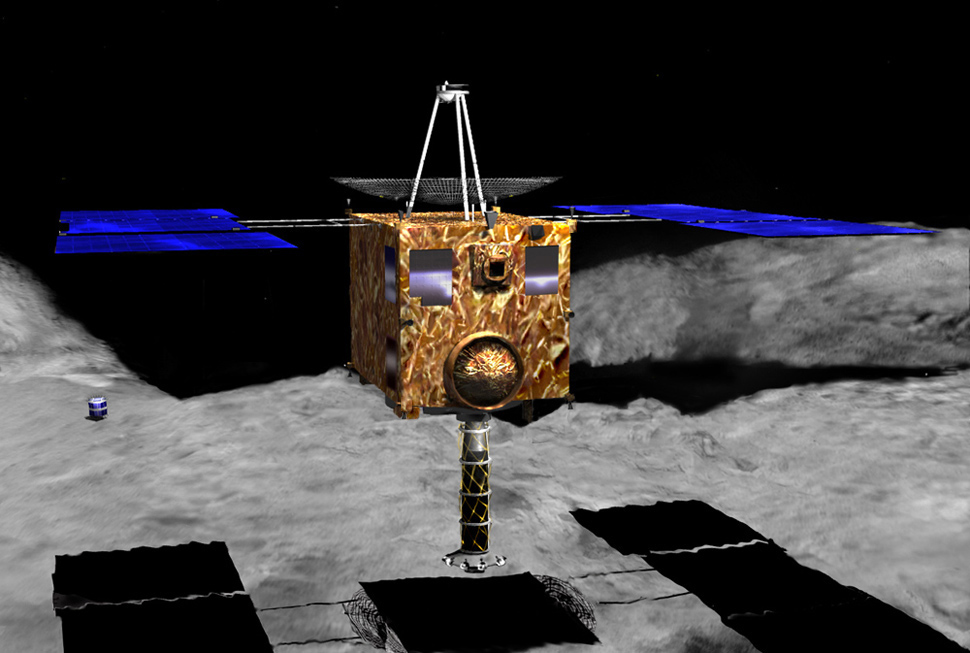
Хаябуса

9 мая 2003 года аппарат «Хаябуса» был успешно запущен с помощью ракеты-носителя M-V. Цель миссии заключалась в сборе образцов грунта небольшого околоземного астероида Итокава. Зонд сблизился с астероидом в сентябре 2005 года. Подтверждена успешная посадка аппарата на поверхность астероида в ноябре 2005, хотя сразу после посадки отмечались некоторые неполадки в работе зонда. Hayabusa успешно возвратился на Землю с образцами грунта астероида 13 июня 2010 года.
Активные миссии:
Завершенные:
- Хаябуса (англ. Hyabusa, «Сапсан») (MUSES-C) — космический аппарат, предназначенный для изучения астероида Итокава и доставки образца его грунта на Землю (2003—2010)
- Хаябуса-2 (англ. Hyabusa-2, «Сапсан-2») — космический аппарат, предназначенный для изучения астероида Рюгу и доставки образца его грунта на Землю (2014—)

## Астрономические исследования
Первым японским космическим аппаратом, предназначавшемся для астрономических исследований, стал запущенный в 1979 году рентгеновский телескоп Hakucho. Позднее ISAS занялась наблюдениями за Солнцем, радиоастрономией и инфракрасной астрономией.
Активные миссии SOLAR-B, MAXI, SPRINT-A, CALET В разработке: XARM Завершенные ASTRO-F, ASTRO-EII, ASTRO-H Отмененные: ASTRO-G

### Инфракрасная астрономия

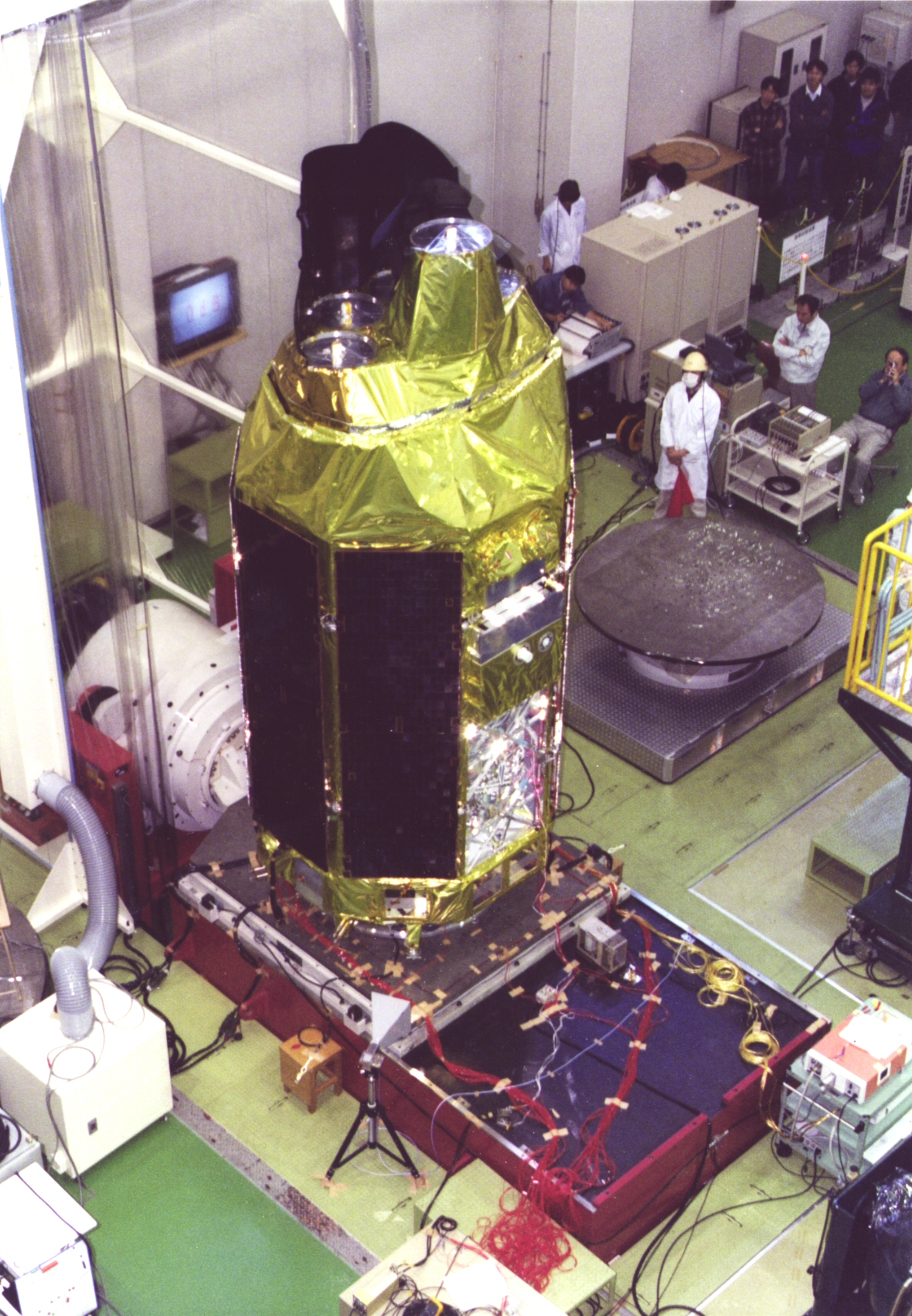
ASTRO-E

Первым японским инфракрасным космическим телескопом стал 15-сантиметровый IRTS, который был установлен на SFU — многоцелевом научном спутнике, запущенном в 1995 году. IRTS за один месяц своей работы просканировал около 7 процентов небесной сферы, прежде чем SFU был доставлен обратно на Землю с помощью Спейс Шаттла.
Следующим шагом JAXA в области инфракрасной астрономии стал Akari, также известный как ASTRO-F. Этот спутник был запущен 21 февраля 2006 года. Аппарат оснащён 68-сантиметровым телескопом.
JAXA проводит исследования для разработки охладителей для своего следующего инфракрасного телескопа SPICA. Это позволит отказаться от использования жидкого гелия и значительно продлить срок службы телескопа. SPICA будет иметь тот же размер, что и телескоп ESA Гершель, но гораздо чувствительней. Запуск намечен на 2027—2028 годы.
- Akari — спутник для исследования космического пространства в инфракрасном диапазоне

### Рентгеновская астрономия
Начиная с 1979 года, когда был запущен телескоп Hakucho (CORSA-b), Япония в течение двух десятилетий продолжала наблюдения в рентгеновском спектре. Были созданы и запущены космические рентгеновские телескопы Hinotori, Tenma, Ginga и ASCA (ASTRO-A). Запущенная в 2000 году космическая обсерватория ASTRO-E не вышла на орбиту.
10 июля 2005 года состоялся запуск новой рентгеновской космической обсерватории, получившей название Suzaki. Космический аппарат включал в себя три основных прибора наблюдения: рентгеновский спектрометр XRS, детектор космических лучей HXD и видовой спектрометр XIS.
Рентгеновский телескоп MAXI был установлен на японском модуле МКС.
17 февраля 2016 года Hitomi (ASTRO-H) был запущен как преемник телескопа Suzaki, отработавшего свой срок службы.
- Hakucho — орбитальная обсерватория, предназначенная для исследования неба в рентгеновских лучах
- Tenma — спутник с рентгеновской обсерваторией на борту
- ASTRO-E — рентгеновские телескопы

### Изучение Солнца
- Hinode — спутник для исследования в области физики Солнца

### Радиоастрономия
В 1998 году JAXA запустила космический аппарат HALCA (MUSES-B) — первый в мире космический аппарат, специально созданный для наблюдений за пульсарами и другими астрономическими объектами методом радиоинтерферометрии со сверхдлинной базой (VLBI). Для этого ISAS была создана наземная сеть, связывавшая радиотелескопы различных стран. Работа аппарата продолжалась с 2003 по 2005 годы.

## Дистанционное зондирование Земли
Активные аппараты: GOSAT, GCOM-W, ALOS-2 В разработке: GCOM-C, GOSAT-2, ALOS-3 Завершенные: ALOS

### ALOS

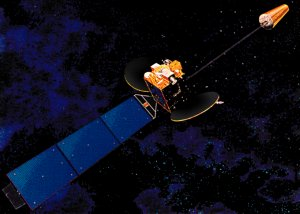
MTSAT-1

В январе 2006 года был успешно запущен спутник ALOS (Advanced Land Observation Satellite). Связь между аппаратом и наземной станцией в Японии осуществлялась посредством спутника связи Kodami Date Relay Satellite. Из-за проблем с надёжностью JAXA приняли решение разделить аппарат оптического наблюдения (ALOS-3) и оснащённый радаром спутник ALOS-2.

### Метеоспутники
Япония каждый год подвергается воздействию тайфунов, поэтому изучение и прогнозирование атмосферных процессов является важной задачей для страны. В 1997 году был запущен метеоспутник TRMM (Tropical Rainfall Measuring Mission), разработанный в сотрудничестве с NASA. Для продолжения исследований NASDA разработала аппараты ADEOS и ADEOS II в 1996 и 2003 годах соответственно. Тем не менее по различным причинам все эти спутники проработали значительно меньше запланированного времени.
28 февраля 2014 году с помощью ракеты-носителя H-II2A был запущен аппарат GPM Core Observatory, разработанный совместно NASA и JAXA. Проект GPM представляет собой спутниковую группировку для наблюдения за атмосферными осадками, в которой GPM Core Observatory является калибровочным стандартом для остальных спутников. Целью GPM является наблюдение за осадками в атмосфере по всему с беспрецедентной точностью.
- Daichi — спутник дистанционного зондирования Земли, предназначен для мониторинга земной поверхности и океанов

### Мониторинг углекислого газа в атмосфере
- Ibuki — аппарат, чьей задачей является мониторинг парниковых газов

## Пилотируемая космонавтика

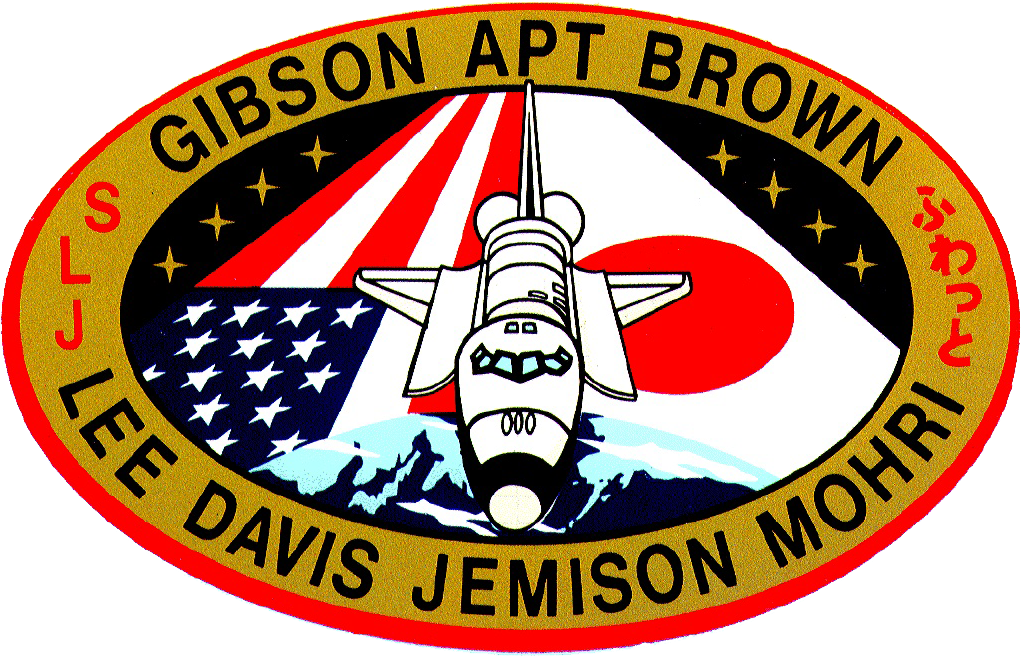
Миссия Spacelab-J (STS-47), использовавшая несколько тонн японского научного оборудования

Двенадцать японских астронавтов побывало в космосе, однако Японией не был разработан собственный пилотируемый корабль и не существует планов по его созданию. Потенциально для пилотируемых полётов возможно использование челнока HOPE-X, но проект был остановлен. Проект более простой по своей конструкции капсулы Фудзи также был отменён.
Первым японцем в космосе стал Тоёхиро Акияма, член экипажа советского космического корабля Союз ТМ-11, осуществившего полёт в 1990 году. Акияма стал первым космическим туристом, которому удалось попасть в космос за деньги. Советские источники утверждали, что на полёте японского космонавта удалось заработать 14 миллионов долларов США.
Участие Японии в совместных с США и другими странами проектах в пилотируемой космонавтике включает в себя полёты японских астронавтов на российских кораблях Союз к МКС. Полёт STS-47 был частично профинансирован Японией. В рамках этой миссии осуществлён полёт первого астронавта JAXA Мамору Мори в качестве специалиста по полезной нагрузке.
Японский план пилотируемого полёта на Луну некоторое время находился в разработке, однако в 2010 году был заморожен из-за недостатка средств.
Отменённые пилотируемые разработки:
- Фудзи — капсульный пилотируемый космический корабль (проект)
- HOPE-X — крылатый многоразовый пилотируемый космический корабль (проект остановлен)

## Другие космические аппараты

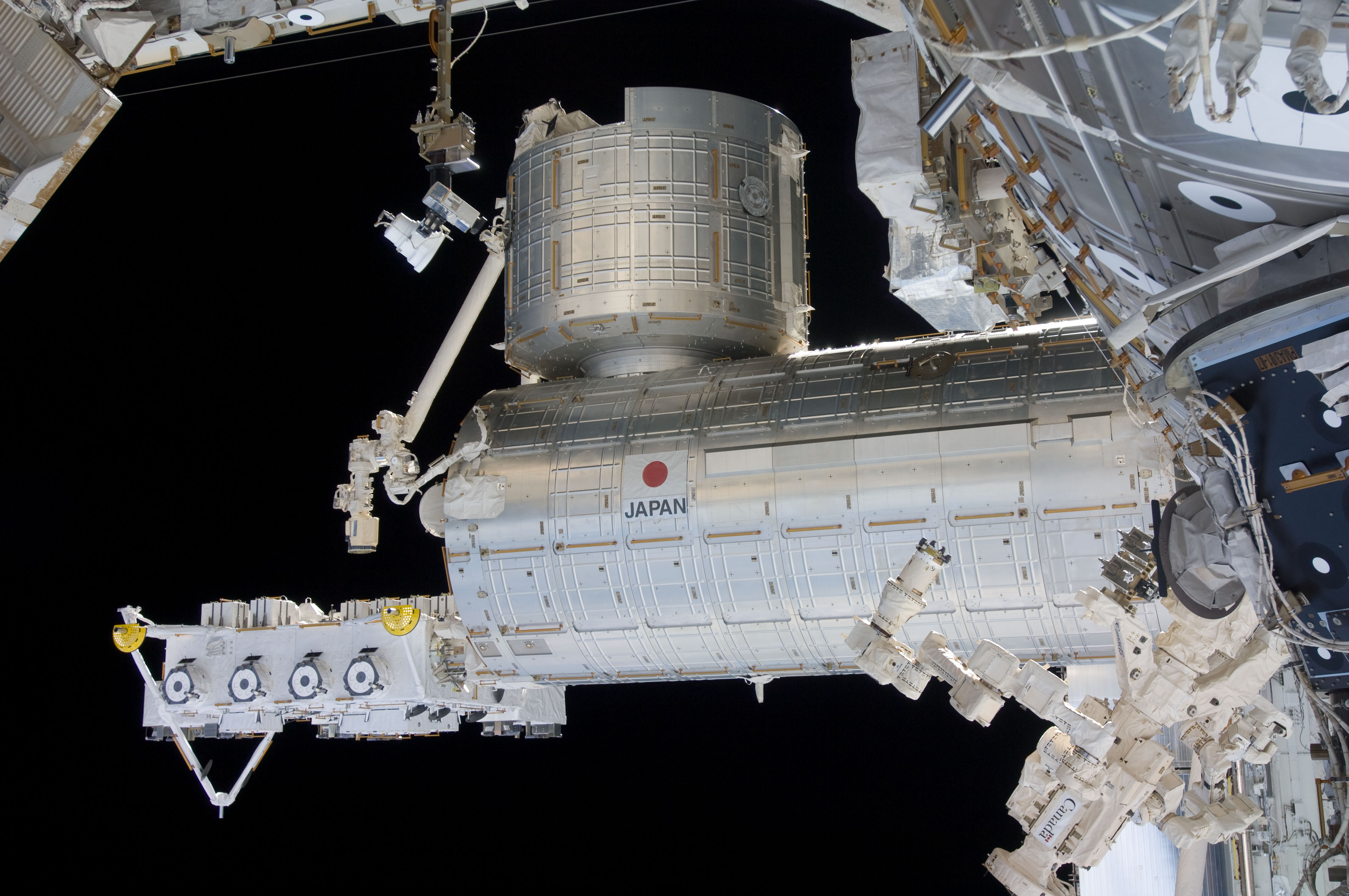
Кибо, модуль МКС

- Кибо — крупнейший модуль Международной космической станции, доставлен за три полёта Спейс Шаттла (STS-123, STS-124, STS-127) в 2008—2009 годы
- H-II Transfer Vehicle — грузовой беспилотный автоматический космический корабль

Робототехника:
- Int-Ball — дрон фотовидеофиксации, доставлен на МКС 4 июня 2017 года
- Киробо — первый японский робот-астронавт, находившийся на борту МКС с августа 2013 по февраль 2015 года